# 廣告雜誌
廣告雜誌是一種電視節目的類型，為將一段約10分鐘的電視廣告當成電視節目播出。不同於電視購物的節目，廣告雜誌的廣告特質較為明顯。電視台一般也不會將台徽顯示出來或為其配上字幕，就如一般的電視廣告一樣，但部份情況下亦會在電視畫面中加上「廣告」二字，以免造成混淆。